# 中札内インターチェンジ
中札内インターチェンジ（なかさつないインターチェンジ）は、北海道河西郡中札内村にある帯広広尾自動車道のインターチェンジ。ここから帯広方面は暫定2車線、広尾方面は完成2車線となる。

## 歴史
- 2008年（平成20年）11月29日 : 幸福IC - 中札内IC間（川西中札内道路）が開通[1]。
- 2013年（平成25年）3月17日 : 中札内IC - 更別IC間（中札内大樹道路）が開通[2][3]。

## 接続する道路
- 直接接続
  - 北海道道1166号中札内インター線
- 間接接続
  - 国道236号

## 周辺
- 北海道中札内高等養護学校
- 中札内村役場
- 道の駅なかさつない
- 中札内文化創造センター[4]
- 十勝野フロマージュ[5]
- 六花の森
- 想いやりファーム
- 中札内美術村
- 花畑牧場

## 隣
E60 帯広広尾自動車道（川西中札内道路 / 中札内大樹道路）
(3) 幸福IC - (4) 中札内IC - (5) 更別IC